# Vlajka Korjackého autonomního okruhu

Vlajka Korjackého autonomního okruhu (1998–2007)
Poměr stran: 2:3

Vlajka Korjackého autonomního okruhu byla symbolem zaniklého subjektu Ruské federace existujícího v letech 1930–2007. 1. července 2007 byl Korjacký autonomní okruh spojen s Kamčatskou oblastí a vznikl nový subjekt Ruské federace, Kamčatský kraj.
Vlajka Korjackého autonomního okruhu byla tvořena listem o poměru stran 2:3, se třemi svislými pruhy: krajní jsou zabarveny do jasně modré barvy a mezi nimi je bílý pruh, ve středu kterého je vyobrazena stylizovaná hlava soba polárního v červené barvě. Výsady na paroží jsou však nakresleny chybně, u tohoto druhu sobů jsou pouze na zadní straně.

## Historie
Okruh byl vytvořen s názvem Korjacký národnostní okruh, jako součást Kamčatské oblasti (která vznikla 20. října 1932), v rámci Dálněvýchodního kraje, v souladu s usnesením prezidia Všeruského ústředního výboru sovětů poslanců pracujících RSFSR z 10. prosince 1930 (usnesení č. 430/s „O organizaci národních sdružení v oblastech obývaných malými národnostmi Severu”).
20. října 1938 by Dálněvýchodní kraj rozdělen na Přímořský a Chabarovský kraj, do kterého by včleněn i Korjacký národnostní okruh. 23. ledna 1956 byla Kamčatská oblast (i s Korjackým okruhem) vyčleněna z kraje jako samostatná oblast RSFSR.
Po roce 1978 byly národnostní okruhy přejmenovány na autonomní okruhy – vznikl tak Korjacký autonomní okruh. Po roce 1993 se autonomní okruhy staly subjekty Ruské federace a mezi Korjackým AO a Kamčatskou oblastí byla uzavřena smlouva o vymezení pravomocí.
Vlajka byla schválena (zákonem č. 61-oz „O vlajce a znaku Korjackého autonomního okruhu“) 13. července 1998 dumou okruhu; 28. července ho podepsala gubernátorka okruhu Valentina Tadějevna Broněvičová. Zákon nabyl platnosti 6. července 1999, deset dní po uveřejnění v listu Narodovlastije. Autorem vlajky je Alexandr Vasiljevič Prichoďko.
Vlajka byla zanesena do Státního heraldického rejstříku Ruské federace, vlajce bylo následně uděleno registrační číslo 438. Vlajka přestala platit dne 1. července 2007.

## V rámci Kamčatského kraje

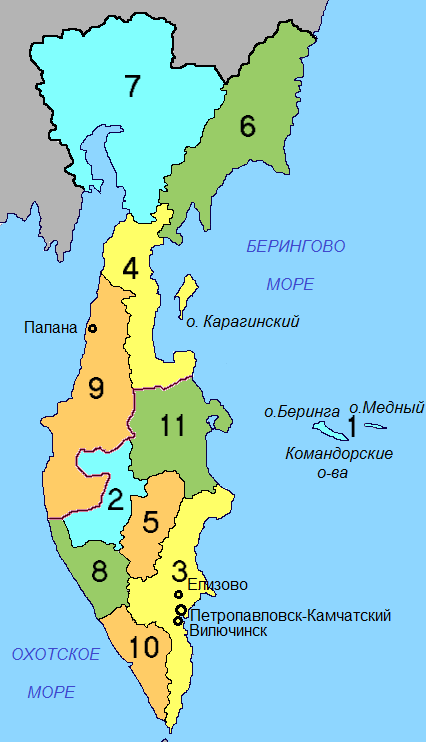
Rajóny Kamčatského kraje (Korjacký okruh zahrnuje území 7, 6, 4 a 9)

Po sloučení s Kamčatskou oblastí a vzniku Kamčatského kraje existuje na území bývalého Korjackého autonomního okruhu Korjacký okruh, územní jednotka se zvláštním statutem se střediskem v obci Palana, zahrnující 4 rajóny: Karaginský, Oljutorský, Penžinský a Tigilský.

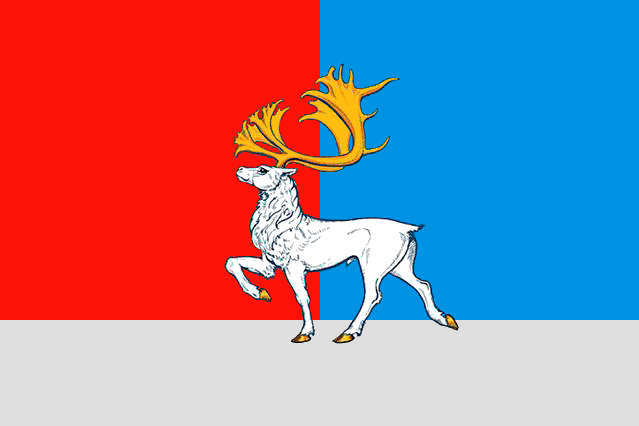
Palana Poměr stran: 2:3
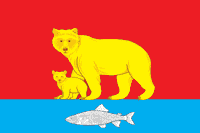
Karaginský rajón (4) Poměr stran: 2:3
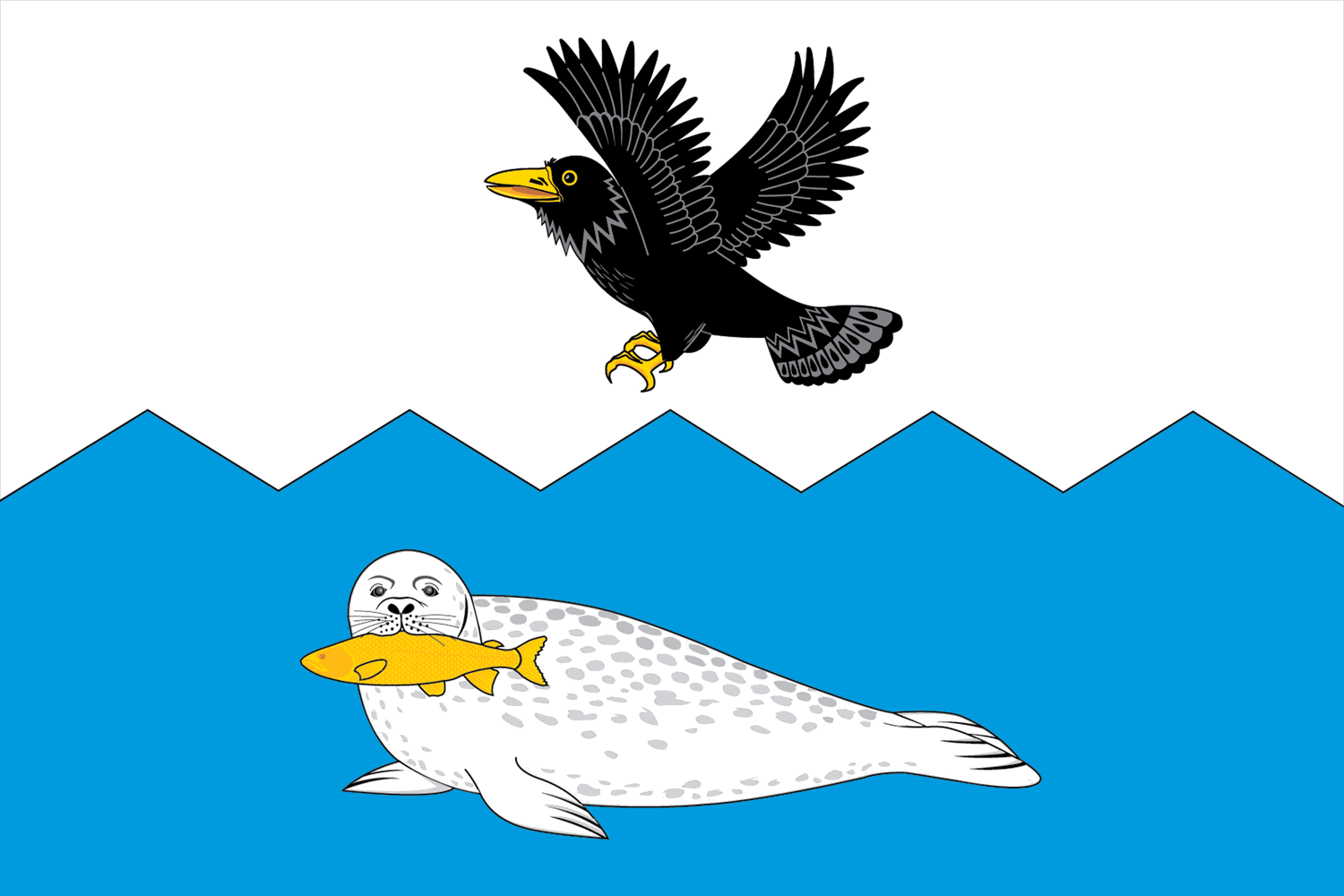
Oljutorský rajón (6) Poměr stran: 2:3
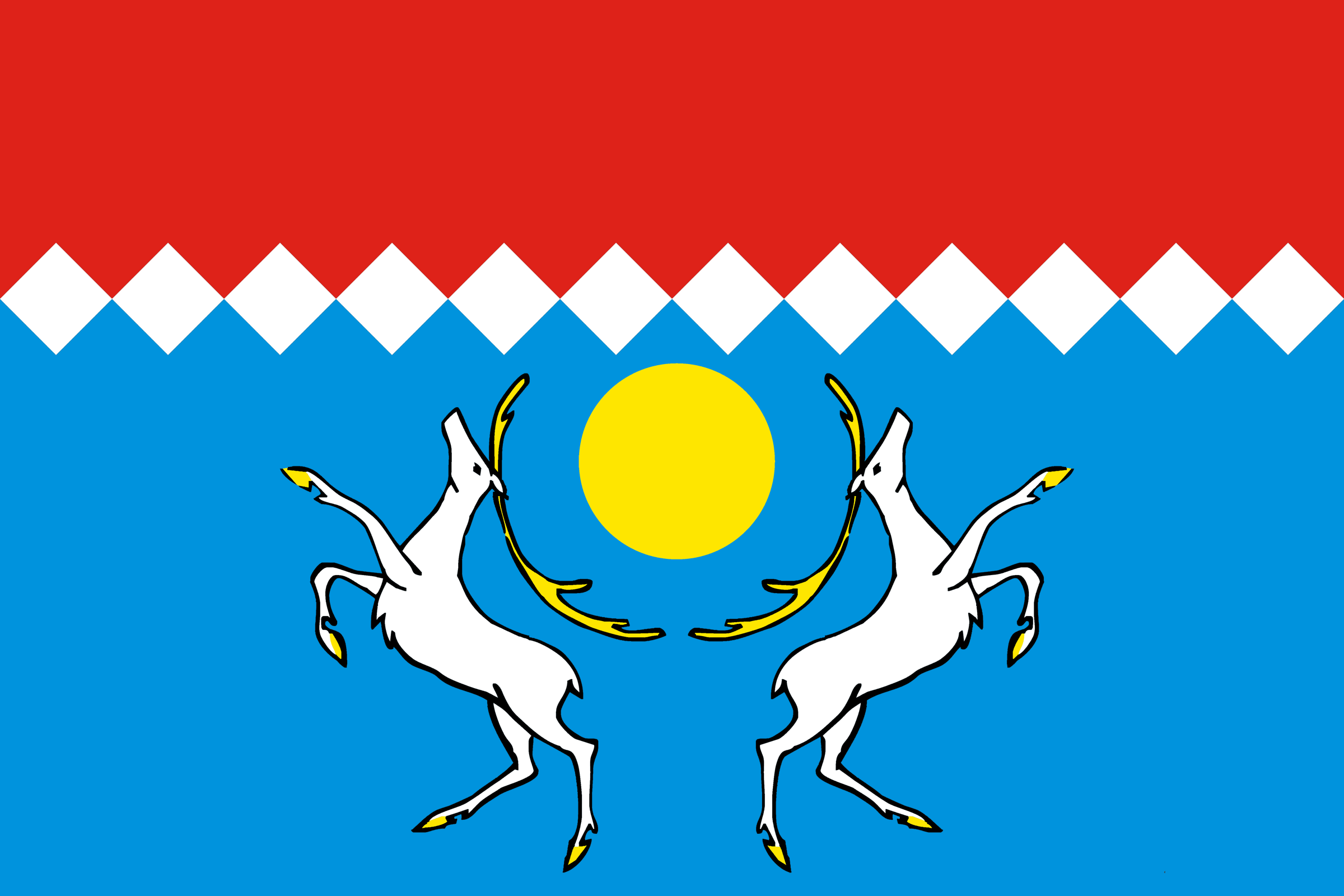
Penžinský rajón (7) Poměr stran: 2:3
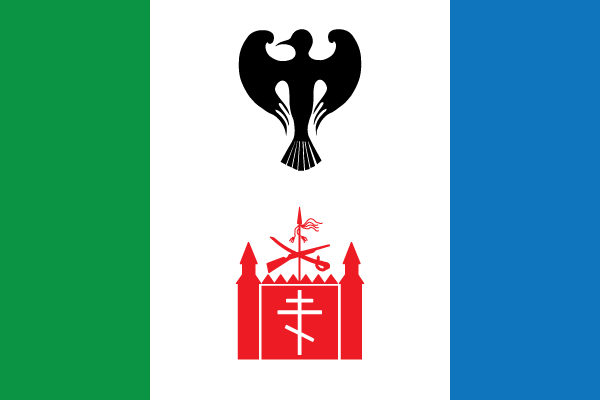
Tigilský rajón (9) Poměr stran: 2:3